# Хисел
Хисел (њем. Hisel) општина је у њемачкој савезној држави Рајна-Палатинат. Једно је од 235 општинских средишта округа Ајфелкрајс Битбург-Прим. Према процјени из 2010. у општини је живјело 14 становника. Посједује регионалну шифру (AGS) 7232052.

## Географски и демографски подаци
Хисел се налази у савезној држави Рајна-Палатинат у округу Ајфелкрајс Битбург-Прим. Општина се налази на надморској висини од 370 метара. Површина општине износи 2,1 km². У самом мјесту је, према процјени из 2010. године, живјело 14 становника. Просјечна густина становништва износи 7 становника/km².